# XAI (企業)
x.AI Corp.（エックスエーアイ）は、人工知能（AI）の開発を行うアメリカ合衆国の企業である。子会社であるX社が運営するXの運用も行っている。Xの投稿を、ユーザー自身がオプトアウトし拒否した場合を除き、AIの学習データとして利用している。

## 歴史
2023年3月9日、イーロン・マスクはX Holdings Corp.とX Corp.（後にTwitter〈2023年7月に名称をXに変更〉を運営。以下「X社」）をネバダ州に登録するとともに、人工知能（AI）企業であるxAIの設立を計画していることがフィナンシャル・タイムズにより報じられた。設立当初、xAIとX社は別会社としていた。マスクはかつてChatGPTを開発したOpenAIの設立に関わったことがあり、数か月前からChatGPTに代わるものを開発したいという考えを示唆していた。また、マスクはこのプロジェクトに向け、大規模言語モデルを構築するために必要なハイエンドチップとしてNVIDIAから何千ものGPUプロセッサを確保していたという。
2023年7月12日、マスクはxAIを設立したことを発表した。xAIは「宇宙の本質を理解すること」が目標だという。マスクが率いるxAIのチームには、DeepMindやOpenAI、マイクロソフトリサーチ、テスラ、トロント大学等で多くの革新的な技術を開発した経験を持つスタッフが参加することになった。また、アメリカのセンター・フォー・AI・セーフティーでディレクターを務めるダン・ヘンドリックスがアドバイザーに就任した。
2023年11月3日、AIチャットボット「Grok」の開発を発表し、XのサブスクリプションプランであるX Premium+に提供することを発表した。マスクはGrokについて、Xのリアルタイム情報にアクセスし、ChatGPT等の他のモデルと比較すると大きな利点になると述べた。
2023年11月19日、マスクはX社の投資家がxAIの25%を所有すると発表した。
2024年5月26日、シリーズBの資金調達ラウンドで60億ドルを調達したと発表した。この資金調達ラウンドには、ヴァロール・エクイティ・パートナーズ、Vyキャピタル、アンドリーセン・ホロウィッツ、セコイア・キャピタルなどがそれぞれ参加した。
2025年3月29日、X社を株式交換により330億ドル（約4兆9500億円）で買収した。